# Rytidosperma duttonianum
Rytidosperma duttonianum är en gräsart som först beskrevs av Cashmore, och fick sitt nu gällande namn av Henry Eamonn Connor och Elizabeth Edgar. Rytidosperma duttonianum ingår i släktet kängurugräs (släktet), och familjen gräs. Inga underarter finns listade i Catalogue of Life.